# تاكاشي ميكي
تاكاشي ميكي (باليابانية: 三木 隆司) (23 يوليو 1978 في ساغاميهارا في اليابان – )؛ هو لاعب كرة قدم ياباني سابق كان يلعب كمدافع.

## وصلات خارجية
- تاكاشي ميكي على موقع رابطة كرة القدم اليابانية للمحترفين (اليابانية)
- تاكاشي ميكي على موقع قاعدة بيانات كرة القدم.إي يو (الإنجليزية)
- تاكاشي ميكي على موقع Soccerway.com (الإنجليزية)
- تاكاشي ميكي على موقع عالم كرة القدم.نت (الإنجليزية)